# Stevns klint

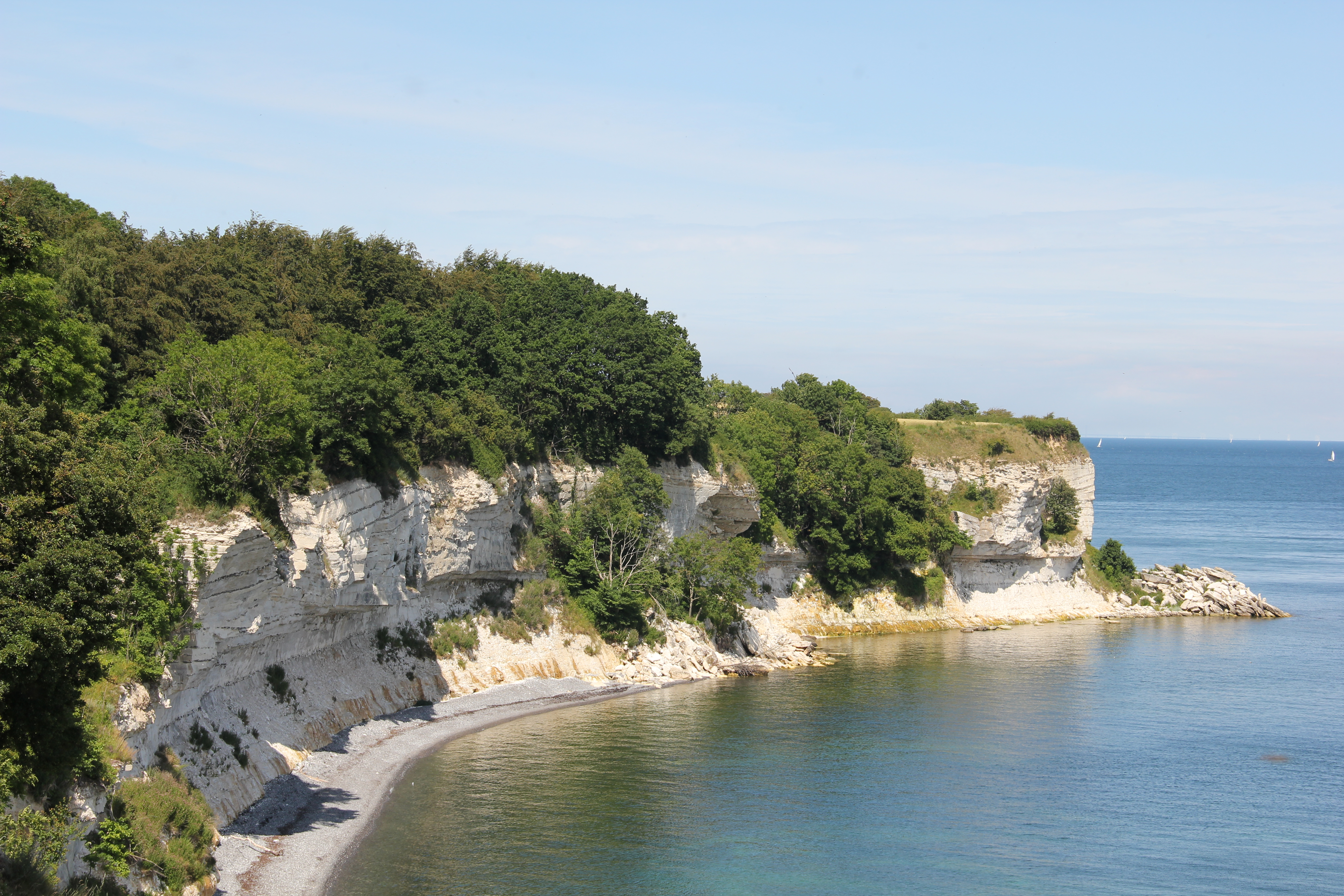
Stevns klint

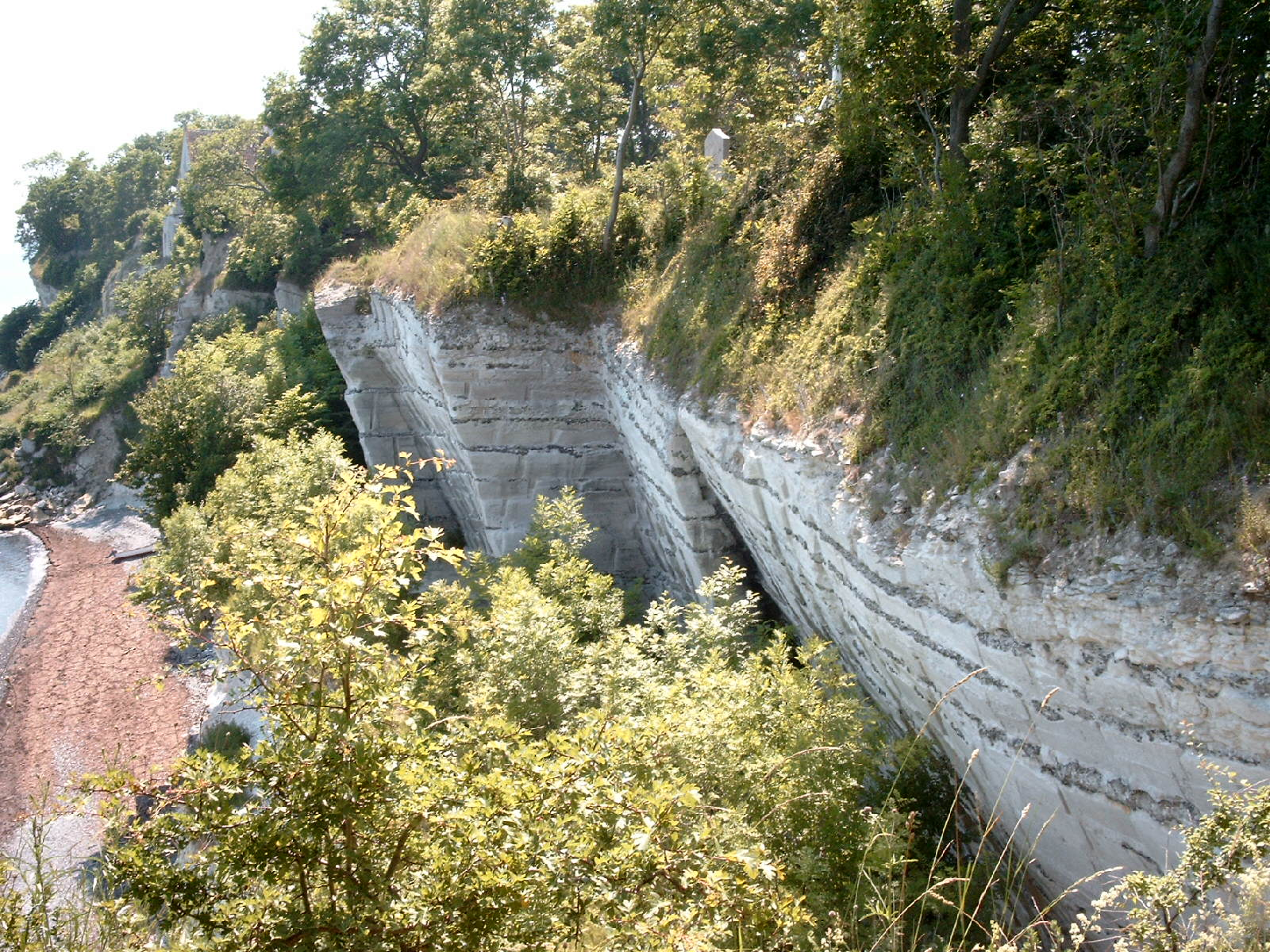
En del av Stevns klint, norr om Højerup gamle kirke, där det tidigare brutits byggnadssten.

Stevns klint är en 15 kilometer lång och upp till 41 meter hög klint vid Östersjön, på östra sidan av halvön Stevns på sydöstra Själland i Danmark.
Klinten består av bryozokalksten som under medeltiden användes till byggnadssten. Brytningen av kalkstenen upphörde på 1940-talet. Biskop Absalon Hvide hämtade byggnadssten vid klinten till bygget av sin borg i Köpenhamn.
År 2010 sattes Stevns klint upp på Danmarks lista över förslag till världsarv och fick världsarvsstatus 2014.

## Klintens användning förr och nu
För omkring 14 000 år sedan, efter sista istiden, var flinta betydelsefullt för att överleva i den hårda naturen. Flinta var lätt att få tag på längs kusterna i den östra delen av Danmark och i Skåne där kalklagren ligger. Flinta blev Danmarks första och största exportsuccé. Då flinta inte förekommer naturligt i Norge och Sverige, hängde människors inflyttning i Skandinavien på leveranser söderifrån. Efter stenåldern hamnade flinthantverket lite i glömska, men i början av 1600-talet blev flintan militärstrategiskt viktig. Under en period på 200 år användes det till att tända krut i de så kallade flintlåsgevären och flintlåspistolerna. I Danmark var huggningen av bössflinta särskilt stor vid Stevns. Flinta har använts till att slå eld ända fram till 1830-talet då svavelstickorna uppfanns. Under medeltiden uppfanns kalk och murbruk, och blev ett eftertraktat råmaterial. På Stevns skars kalken direkt ur klinten och användes inom byggindustrin. 
På Stevns har man utvunnit krita från Holtug Kridtbrud ända fram till 1972. Holtug kritbrott är idag en turistattraktion med sina speciella flora och fauna. Stevns kritbrott är fortfarande arbetsplats för många människor. Stevns Kridtbrud ägs sedan 1999 av schweiziska Omaya Group. Större delen av kritan används idag i papper.
Ingrävd under klinten finns ett militärt bunkersystem från andra världskriget.

## Stevns klints historia och uppbyggnad
Stevns Klint skapades för mer än 65 miljoner år sedan av kalk och krita. Klinten är 15 kilometer lång och upp till 41 meter hög.
I klinten finns några speciella skikt, som markerar tidsepoken där de stora dinosaurierna dog ut tillsammans med många kalkskaliga organismer som kallas gränslagren. Kustklinten vid Stevns består av kritavlagringar från den yngsta delen av perioden krita och den äldsta delen av paleogen. Krita–tertiär-gränsen markeras av ett tunt skikt lera med hög halt iridium som härstammar från ett  meteoritnedslag.